# Grieghallen

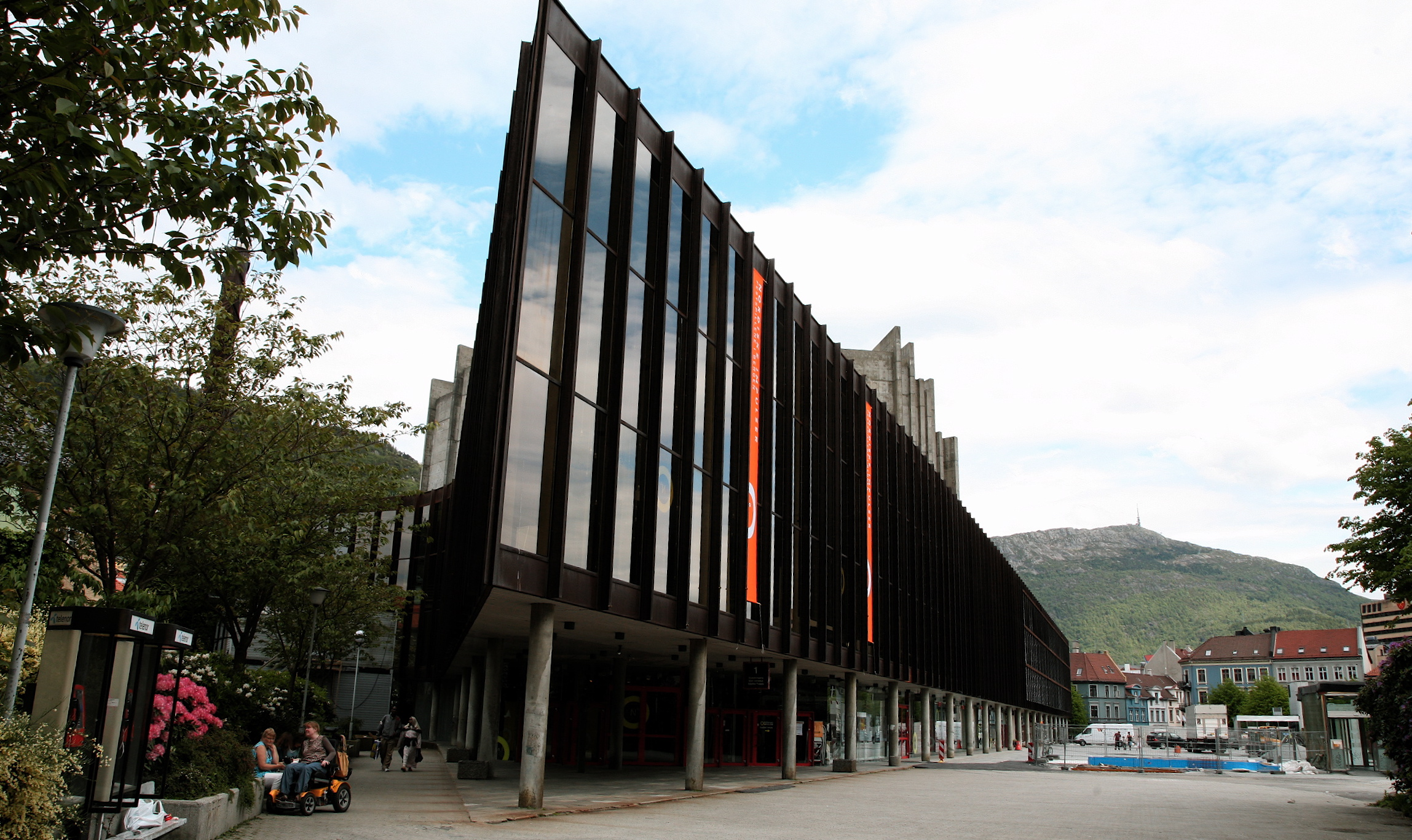
Grieghallen

Grieghallen är ett konserthus i Bergen, Norge, ritat av dansken Knud Munk och invigt 1978. Det är uppkallat efter kompositören Edvard Grieg och används också till opera-, balett- och teaterföreställningar samt till kongresser. Storsalen har 1 504 sittplatser och en scenyta på cirka 900 m², medan Peer Gynt-salen har 750 sittplatser.
Grieghallen ägs av ett aktiebolag med Musikselskabet Harmonien, Bergens kommun och Festspelen i Bergen som aktieägare. I Grieghallen hölls Eurovision Song Contest 1986.
Inspelningsstudio är också känd inom black metal-samfundet, eftersom flera av de mer populära norska black metal-albumen spelades in där, med Eirik Hundvin som ljudtekniker.